# مارتن لانداو
مارتن لانداو (بالإنجليزية: Martin Landau)‏ (مواليد 20 يونيو 1928 في بروكلين - 15 يوليو 2017). ممثل أمريكي

## حياته
بدأ حياته كرسام كاريكاتير في صحيفة نيويورك اليومية، وظل يعمل فيها طوال خمس سنوات، ولكن حبه للتمثيل دفعه للتقديم في مسرح برودواي وتم اختياره بالفعل هو وصديقه ستيف ماكوين فقط من ضمن 2000 متقدم.

ظهر بعدها في العديد من المسلسلات التليفزيونية أولها عام 1953 ويحمل اسم ذا غولدبرغ تعددت بعدها مشاركاته

توجا بالعشرات من الجوائز طوال مشواره الفني أبرزها جائزة الأوسكار كأفضل ممثل في عام 1995 عن دوره في فيلم إد وود، الذي فاز عنه أيضا بأكثر من عشر جوائز منها جائزة غولدن غلوب التي منحته نفس الجائزة عن دوره في مسلسل المهمة المستحيلة عام 1968.

## روابط خارجية
- مارتن لانداو على موقع IMDb (الإنجليزية)
- مارتن لانداو على موقع الموسوعة البريطانية (الإنجليزية)
- مارتن لانداو على موقع روتن توميتوز (الإنجليزية)
- مارتن لانداو على موقع مونزينجر (الألمانية)
- مارتن لانداو على موقع ألو سيني (الفرنسية)
- مارتن لانداو على موقع تيرنر كلاسيك موفيز (الإنجليزية)
- مارتن لانداو على موقع أول موفي (الإنجليزية)
- مارتن لانداو على موقع قاعدة بيانات الأفلام السويدية (السويدية)
- مارتن لانداو على موقع إن إن دي بي (الإنجليزية)
- مارتن لانداو على موقع ديسكوغز (الإنجليزية)